# 道隆寺
道隆寺（どうりゅうじ）は、香川県多度津町にある真言宗醍醐派大本山の寺院。桑多山（そうたざん）、明王院（みょうおういん）と号す。本尊は薬師如来。四国八十八箇所第七十七番札所。
- 本尊真言：おん ころころ せんだりまとうぎ そわか
- ご詠歌：ねがいをば 仏道隆（ぶつどうりゅう）に入りはてて　菩提の月を見まくほしさに
- 納経印：当寺本尊、七ヶ所参り寿老人

## 歴史
天平の頃この付近は桑園であった。寺伝によれば、和銅5年、当地の領主である和気道隆が桑の大木が夜ごと怪しい光を放ったのでその方向に矢を射ると、矢が乳母に当たり誤って殺してしまった。これを悲しんだ道隆は桑の大木を切り、薬師如来を刻んで堂に安置したのが起源であるという。道隆の子の朝祐は、大同2年（807年）唐から帰朝した空海に頼み、90 cmほどの薬師如来を彫像し、その胎内に道隆の像を納め本尊とし、また、空海から受戒を受け第2世住職となって、七堂伽藍を建立し父の名から「道隆寺」と号した。
そして、第3世は空海の実弟の真雅僧正（法光大師）が継ぎ23坊を建立、第4世は円珍（智証大師）で五大明王を彫像し護摩堂を建立し、第5世の聖宝（理源大師）の代には「宝祚祈願所」となり大いに栄えた。
しかし、貞元年間（976年 – 978年）の大地震による被害や、康平3年（1060年）の兵火や、天正の兵火による災難にあって興亡を繰り返した。（ただし、同寺所蔵の道隆寺温故記では天正期に焼かれたとの記録はない。天正3年、天正10年、天正16年、17年、18年と何事もなく行事を行っている。）

## 伽藍
- 山門（仁王門）
- 本堂：本尊の薬師如来立像は50年に一度御開帳の秘仏で当年にあたる令和5年に一年間開帳された。脇に日光・月光菩薩立像、さらに四天王立像。
- 大師堂：大師像を拝顔できる。前方には、衛門三郎が大師に懇願する像がある。
- 多宝塔：時間帯によっては納経所に頼めば中に入れる。
- 位牌堂：新しい建物で、阿弥陀如来坐像と脇仏に観音菩薩立像・地蔵菩薩立像が拝観できる。
- 潜徳院殿堂（目なおし観音)：目のお札を授けてもらえる。
- 粟島堂
- 妙見宮

以下 小さい祠
- 加茂稲荷大明神
- もどり観音
- 愚痴きき地蔵
- 普賢延命大菩薩
- 交通安全千躰観音堂
- 日本全国百七十観音お砂ふみ
- 厄除け観音
- 道隆公・朝祐御廟…

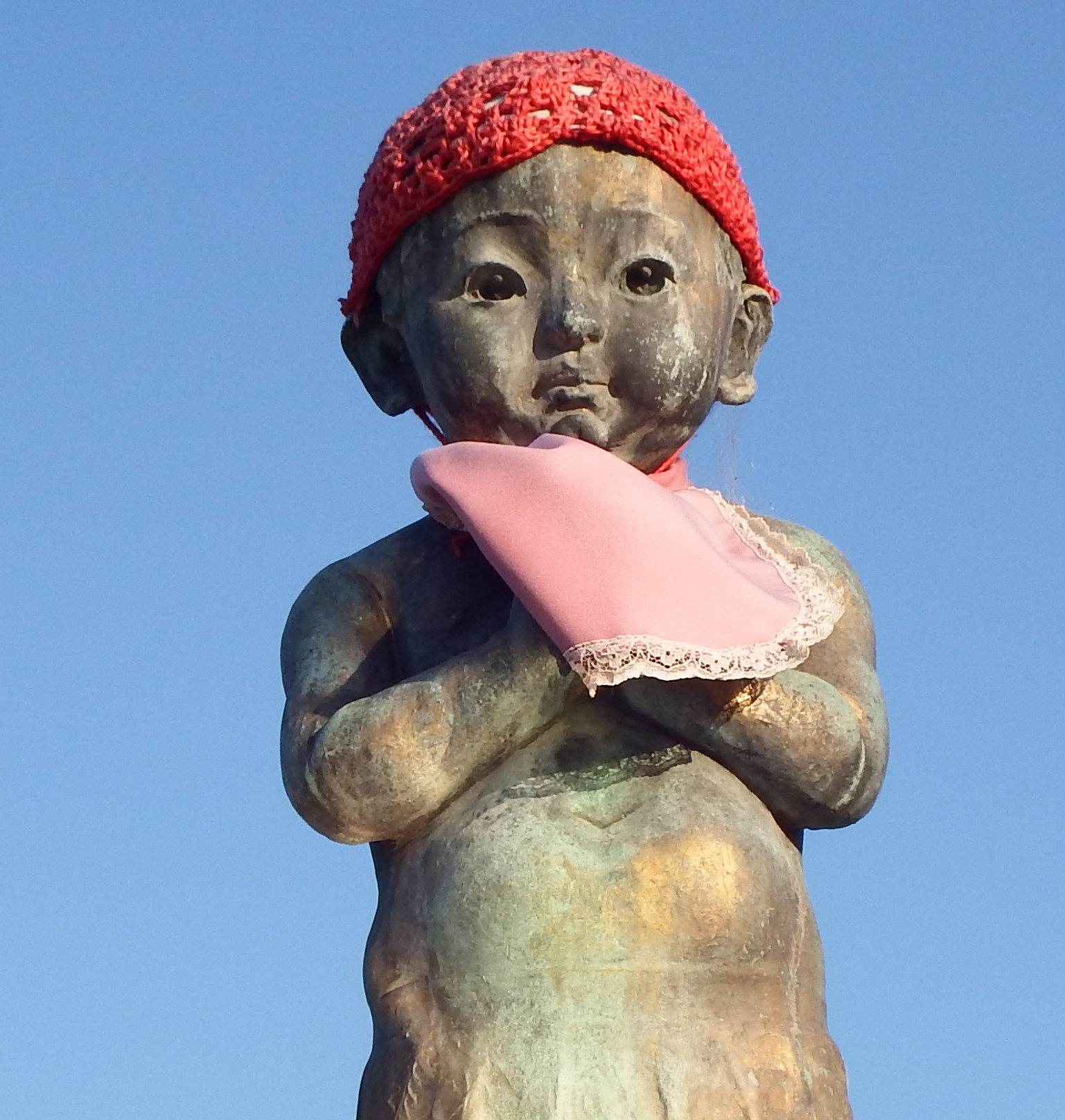
稚児大師

仁王門を入ると参道一番奥に本堂があり、その手前の右に大師堂、左に納経所がある。小さいさまざまな祠は本堂を取り巻くように点在する。本坊は、仁王門の門前の右にある遍路用品店と境内の間の道を進み突き当たりを右に行くとある。
- 宿坊：なし
- 駐車場：山門前と大型用が境内の後ろにあり、いずれも無料。
- 本坊：境内と離れた所にある
  - 護摩堂：五大力明王が祀られ年に数回だけ護摩が焚かれる

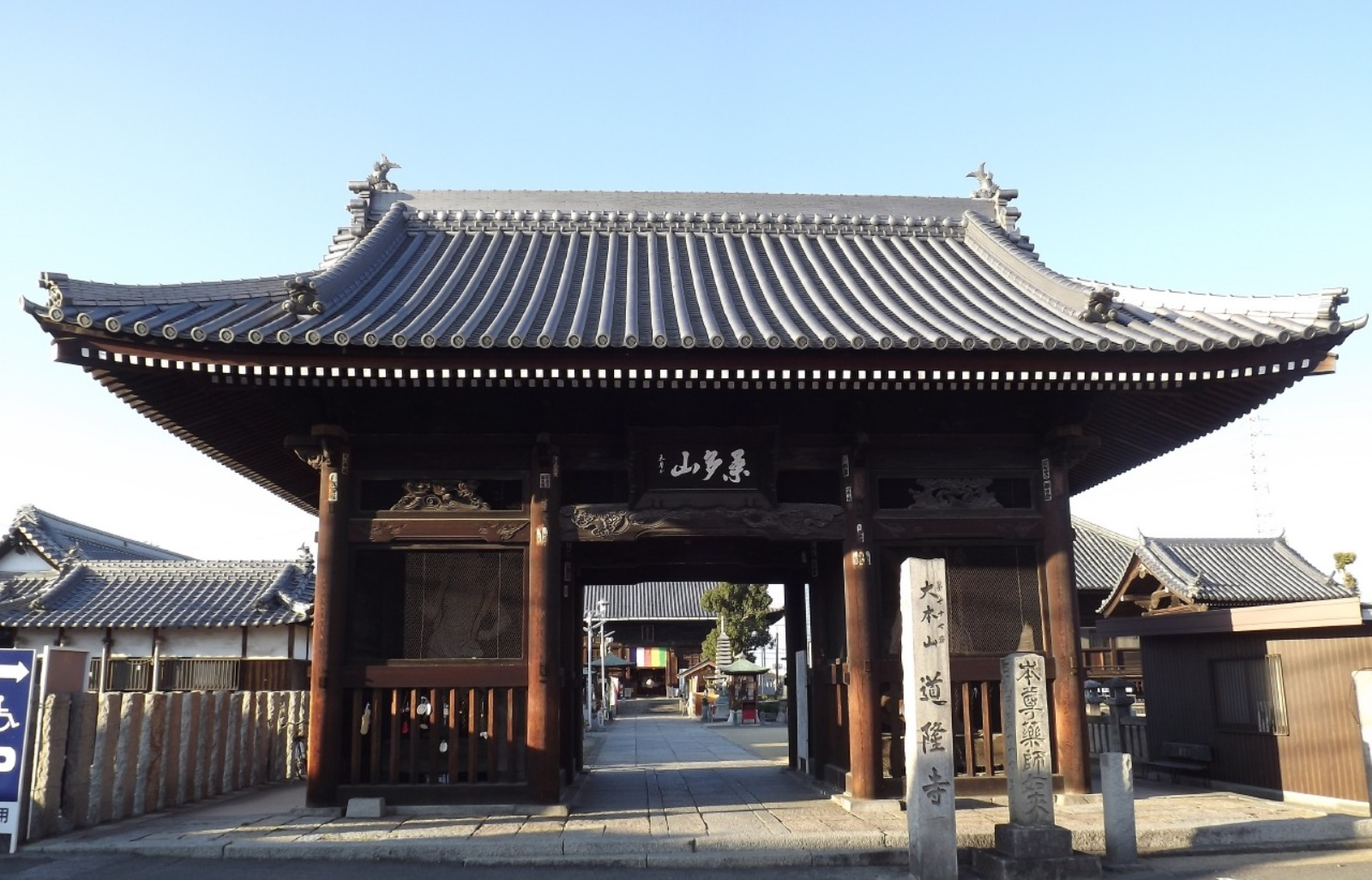
仁王門
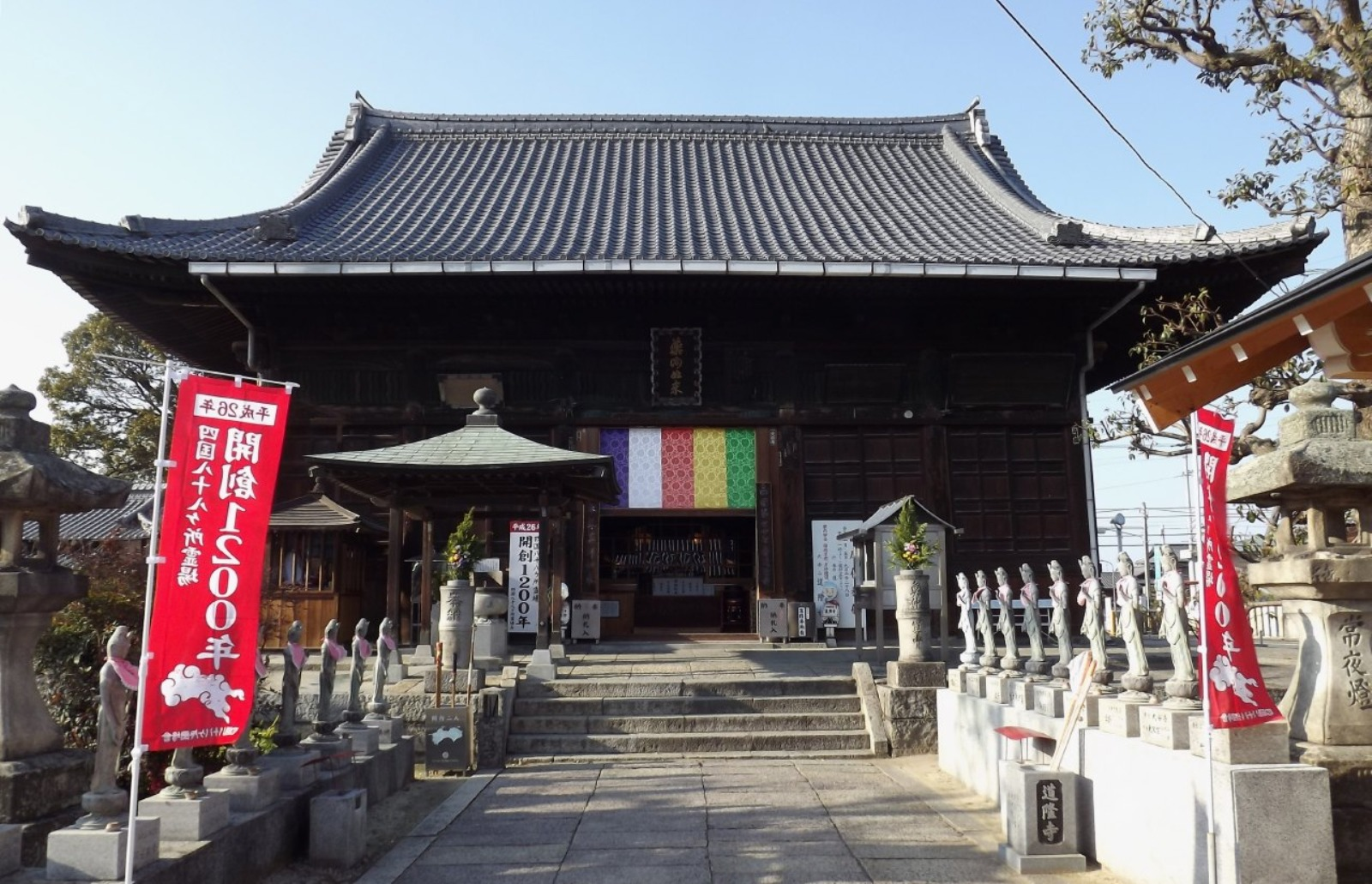
本堂
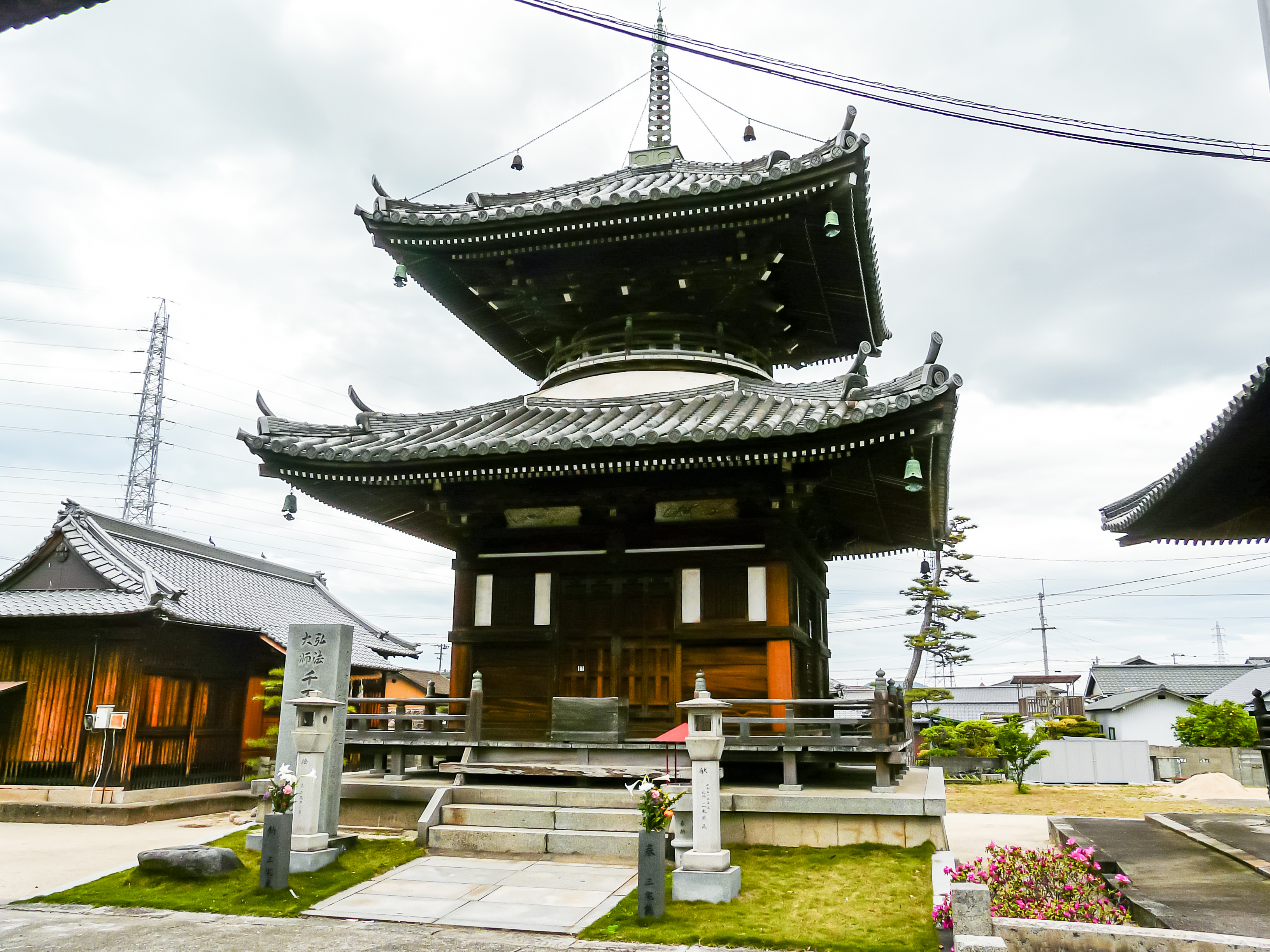
多宝塔
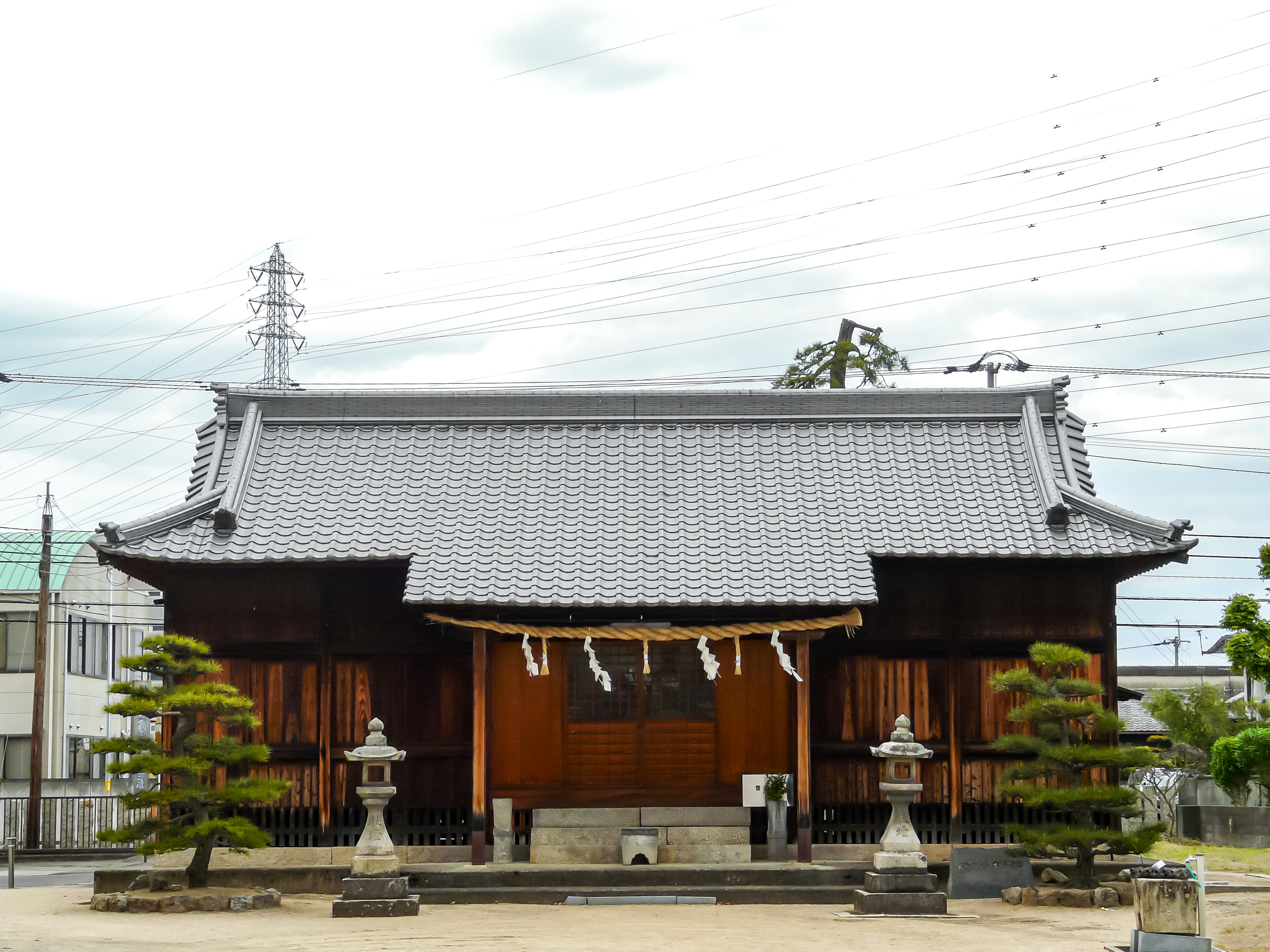
妙見宮
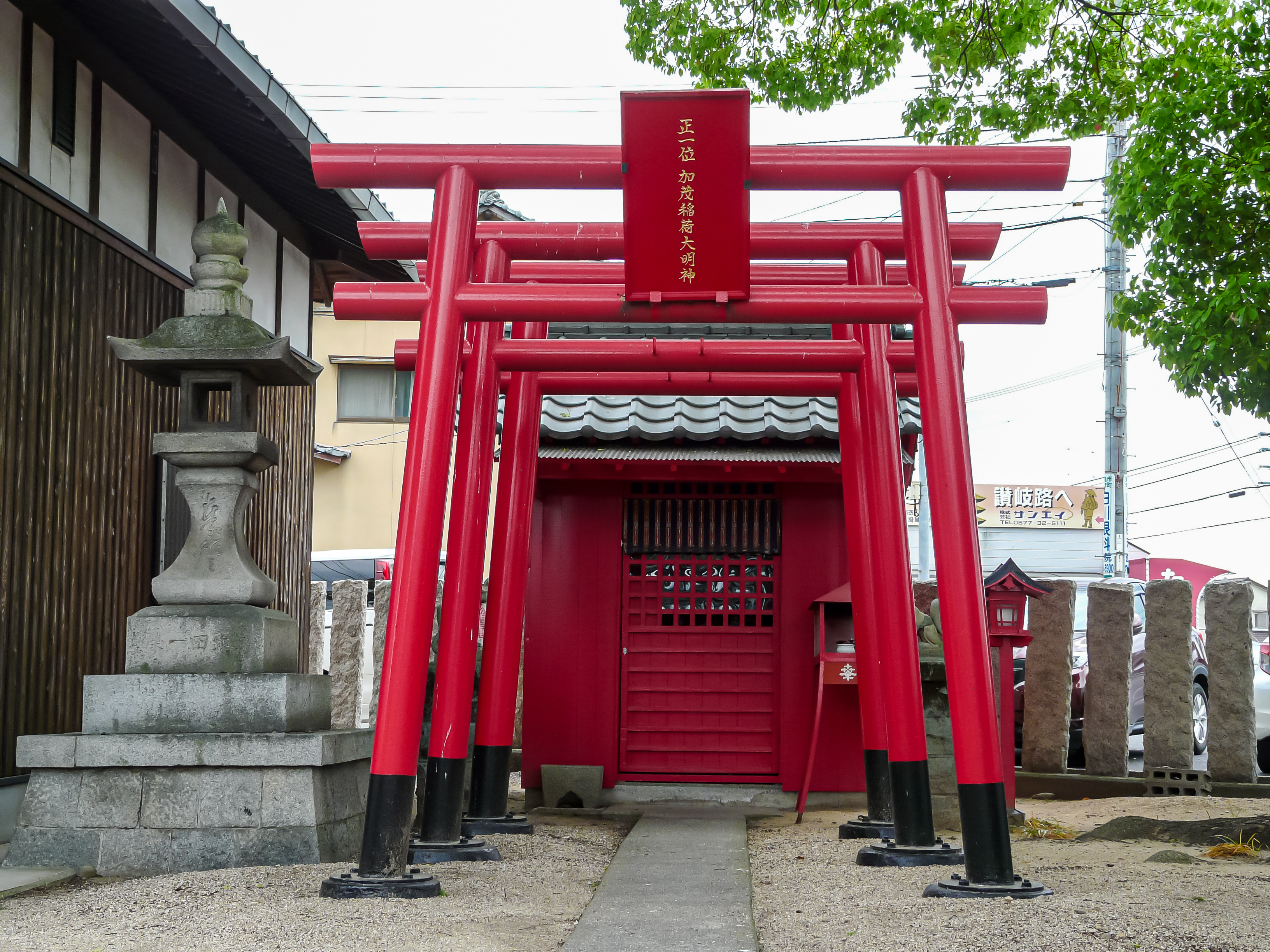
加茂稲荷大明神
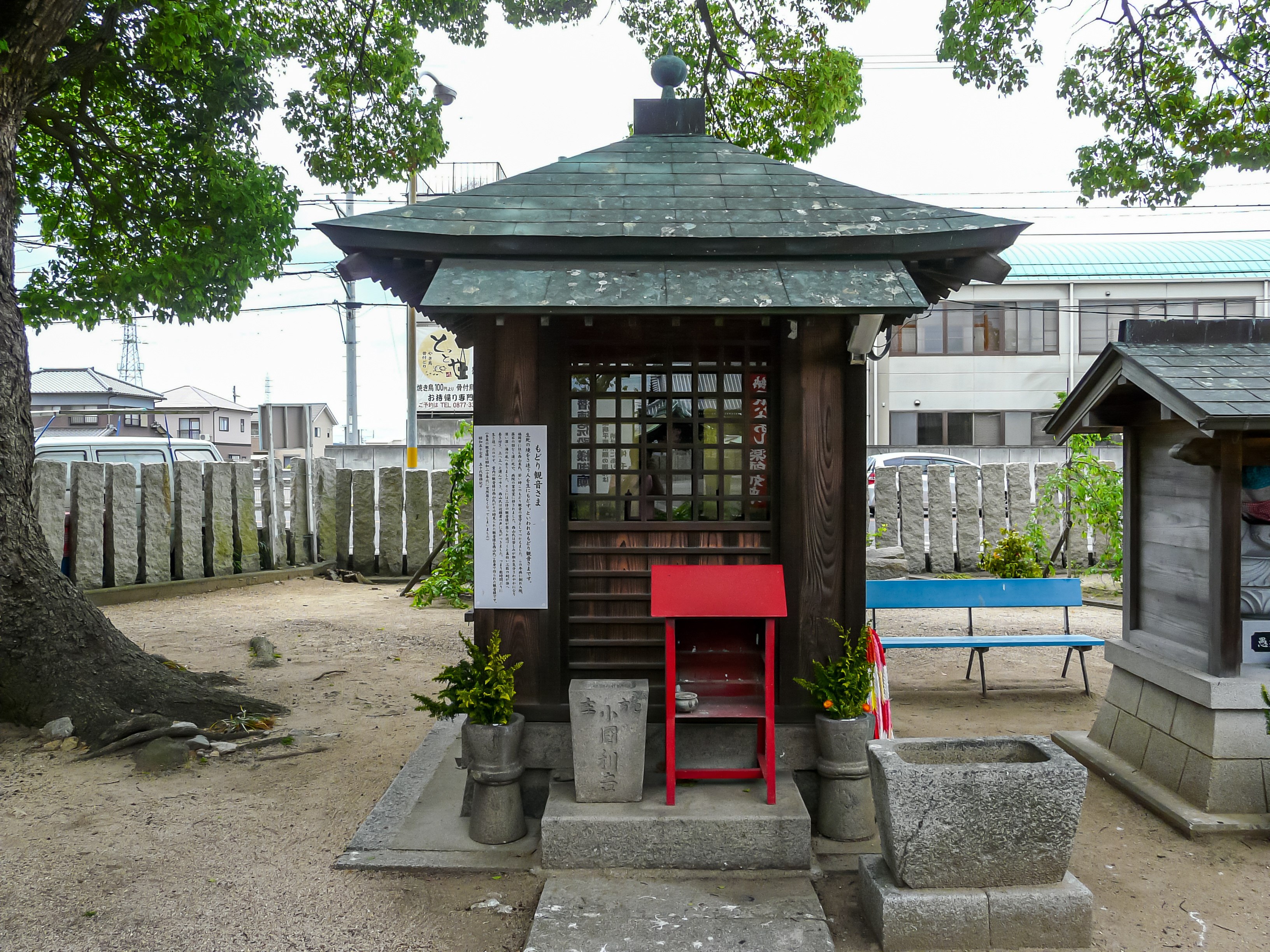
もどり観音菩薩
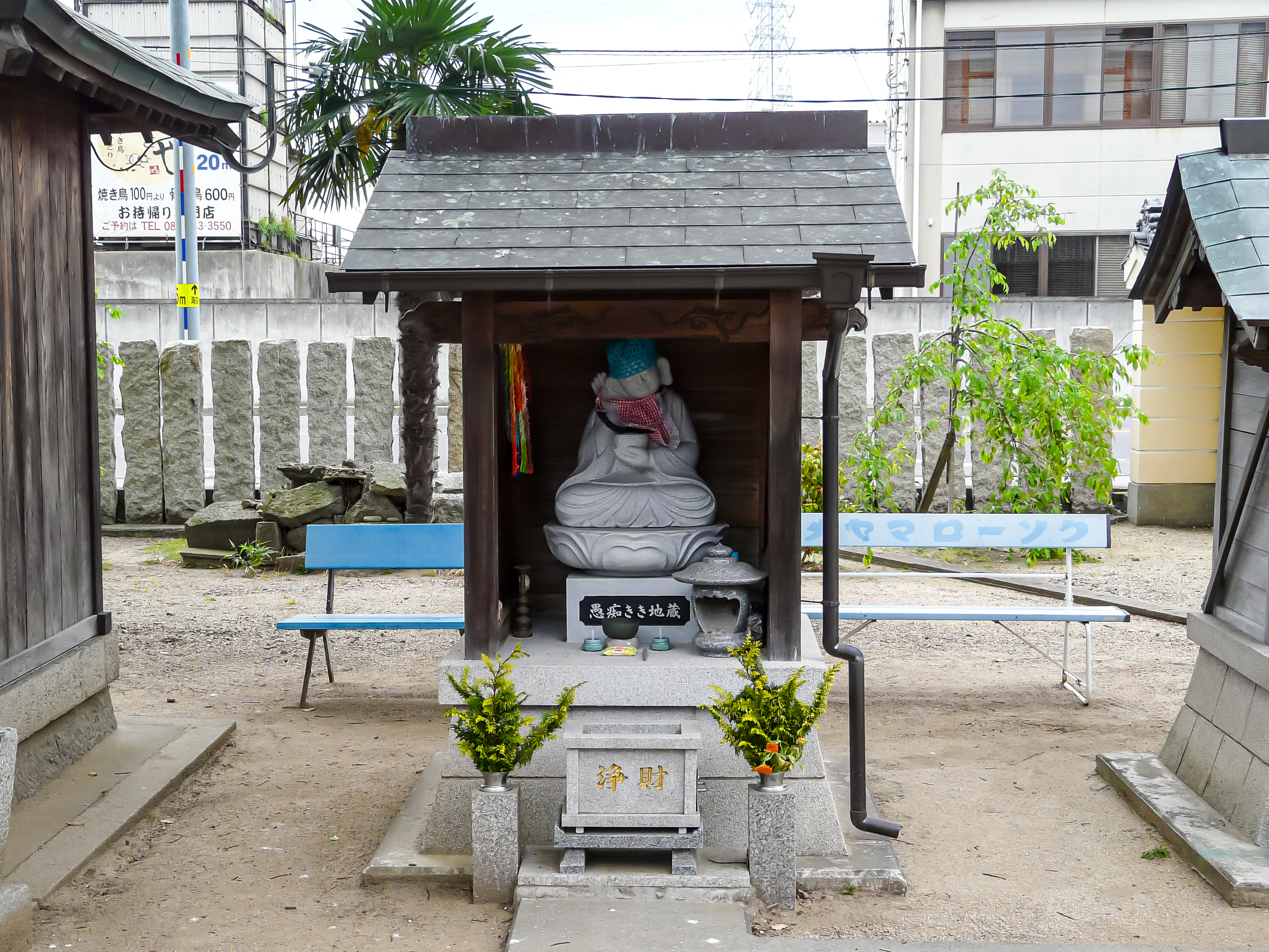
愚痴きき地蔵菩薩
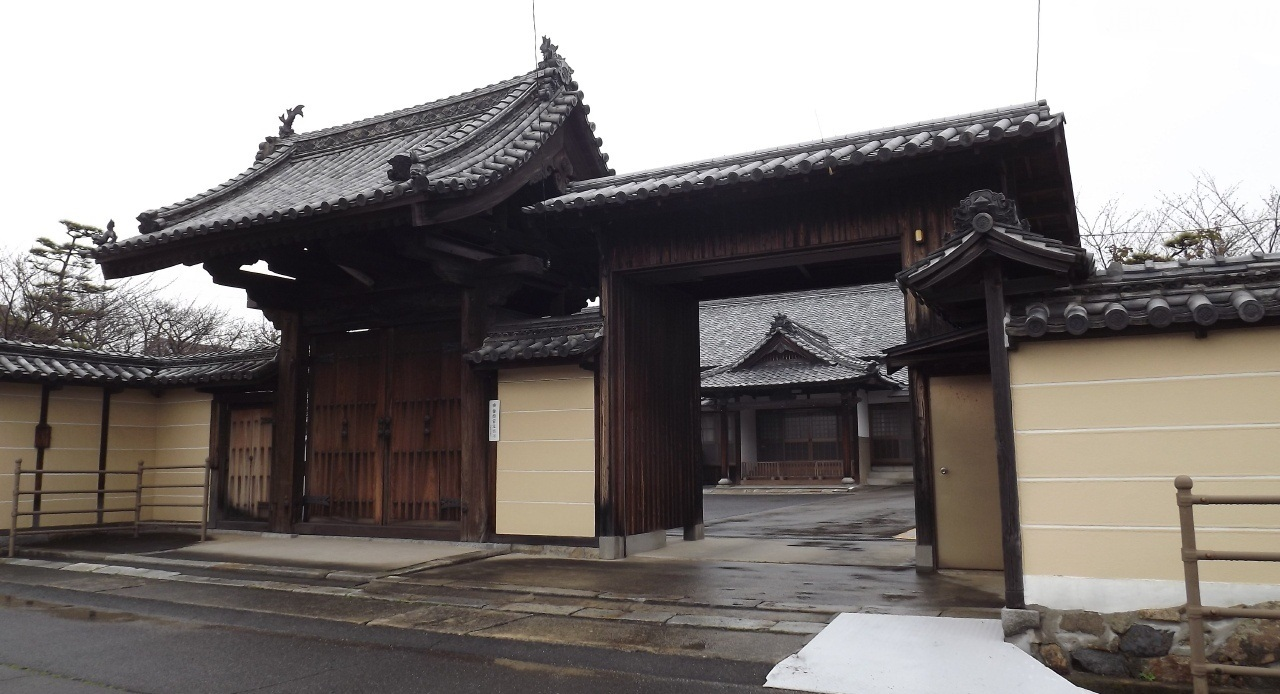
本坊
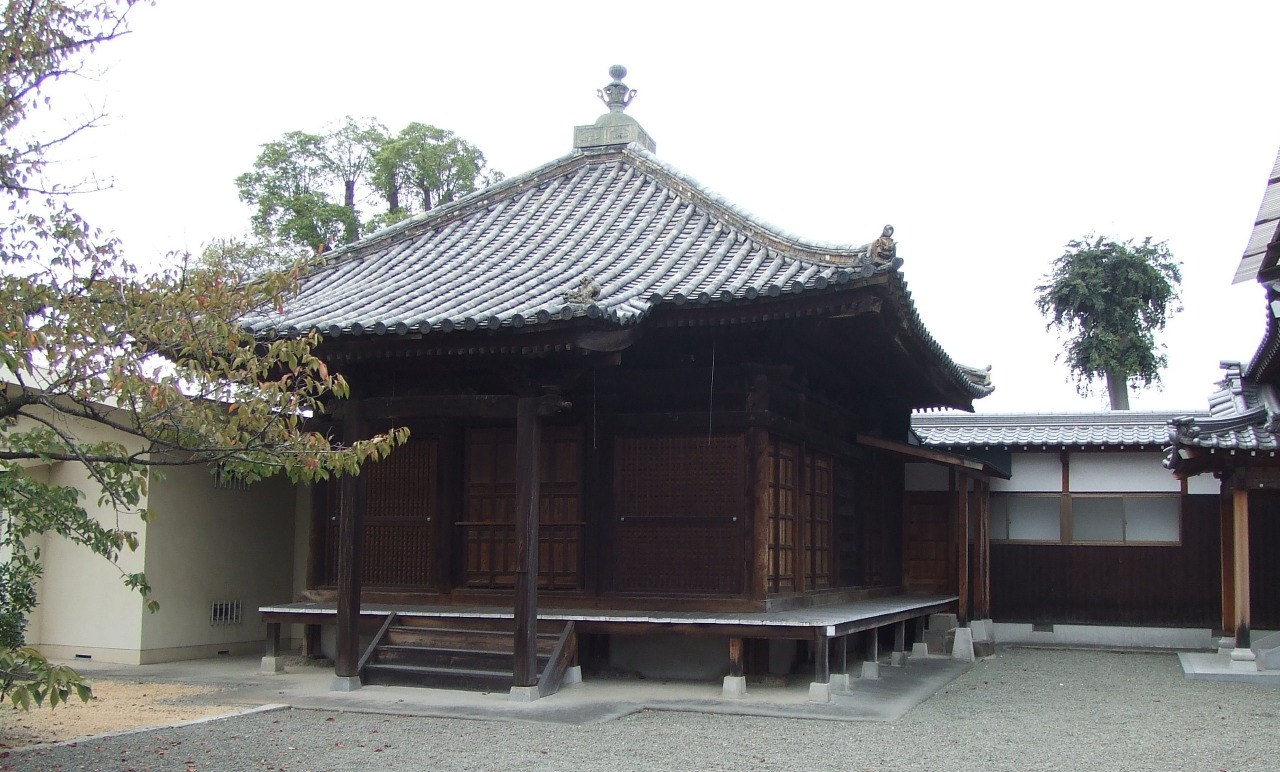
本坊の護摩堂

## 文化財
重要文化財
- 絹本著色星曼荼羅図：明治34年3月27日指定[2]

多度津町指定有形文化財
- 絹本著色法華経曼荼羅図：南北朝時代作、法華会の本尊として用いられている曼荼羅図。法華経に説かれている諸仏や菩薩などを円形に配列した構図となっている。[3]
- 絹本著色不動明王立像図：室町時代作、全身を赤く彩られた赤不動。[3]
- 新続古今和歌集（写本）：最後の勅撰和歌集。後花園天皇の命により永享11年（1439年）に完成したもので翌年の永享12年に写本されたもの。[3]
- 森長見一族の墓および森長見の墓碑：「国学忘れ貝」を著作した多度津藩小物成奉行を務めた人物とその一族の墓。[3]

（参考）道隆寺旧蔵の仏像
- 木造天部立像：平安時代前期、9世紀末から10世紀初めの作。四天王像のうち1体で、像の向きから増長天ともいわれるが、他の3体の所在は不明。第二次世界大戦後はアメリカのパワーズコレクションにあったが、近年里帰りし日本の個人が所蔵[4]

## 交通アクセス
鉄道
- 四国旅客鉄道（JR四国） 予讃線 - 多度津駅 (1.2 km)

道路
- 一般道：香川県道21号丸亀詫間豊浜線 北鴨 (0.1 km)
- 自動車道：松山自動車道 善通寺IC (6.6 km)

## 前後の札所
四国八十八箇所
76 金倉寺 --(3.9 km)-- 77 道隆寺 --(7.2 km)-- 78 郷照寺